# Gospodarstvo Dominikanske Republike
Gospodarstvo Dominikanske Republike je drugo po veličini gospodarstvo na Karibima. Nalazi se u gornjem srednjem razredu zemalja u razvoju.
Gospodarstvo je prvenstveno ovisno o poljoprivredi, trgovini i uslugama, a posebno o turizmu. Iako je sektor usluga nedavno pretekao poljoprivredu, ona je i dalje najvažniji sektor u smislu domaće potrošnje i na drugom mjestu (iza rudnika) što se tiče zarade prilikom izvoza. Zone slobodne trgovine i i turizam su najbrže rastući izvozni sektori. 
U SAD-u postoji velik broj doseljenika iz Dominikanske Republike, koji godišnje pošalju u matičnu domovinu oko 1,5 milijarde dolara godišnje. Većina tih sredstava se koriste za pokrivanje osnovnih kućanskih potreba, kao što su: stanovanje, hrana, odjeća, zdravstvenu skrb i obrazovanje. Također u manjoj mjeri, njima se financiraju mali poduzetnici i druge proizvodne aktivnosti.
Dominikanskoj Republici najvažniji trgovinski partner su Sjedinjene Američke Države (75% izvoznih prihoda). Ostala tržišta su: Kanada, Zapadna Europa i Japan. Izvozi se: odjeća, medicinski uređaji, nikal, šećer, kava, kakao i duhan. Uvozi se: nafta, industrijske sirovine, kapitalna dobra i prehrambeni proizvodi. 
Dana 5. rujna 2005., Kongres Dominikanske Republike ratificirao je sporazum o slobodnoj trgovini sa SAD-om i pet središnjih američkih zemalja (CAFTA-DR). 